# Limnophila buangensis
Limnophila buangensis är en tvåvingeart som beskrevs av Alexander 1933. Limnophila buangensis ingår i släktet Limnophila och familjen småharkrankar. Inga underarter finns listade i Catalogue of Life.